# Lijst van rijksmonumenten in Werkhoven
De plaats Werkhoven telt 17 inschrijvingen in het rijksmonumentenregister. Hieronder een overzicht.
| Object                                                                      | Oorspronkelijke functie?  | Bouwjaar                                                 | Architect | Locatie                       | Coördinaten?                 | Nr.?   | Afbeelding                                                                  |
| --------------------------------------------------------------------------- | ------------------------- | -------------------------------------------------------- | --------- | ----------------------------- | ---------------------------- | ------ | --------------------------------------------------------------------------- |
| Sint Stevenskerk                                                            | Kerk en kerkonderdeel     | 1831 (ingebruikname)                                     |           | Brink 5                       | 52° 1' 28" NB, 5° 14' 43" OL | 11292  | Meer afbeeldingen                                                           |
| Boerderij, langgerekte gepleisterde gevel, met zadeldak                     | Boerderij                 |                                                          |           | Herenstraat 24                | 52° 1' 26" NB, 5° 14' 40" OL | 11294  | Boerderij, langgerekte gepleisterde gevel, met zadeldak                     |
| Terrein met de overblijfselen van het kasteel Weerdenburg                   | Archeologisch monument    | 14e eeuw                                                 |           |                               | 52° 1' 0" NB, 5° 14' 3" OL   | 45720  | Upload foto                                                                 |
| Rijn en Weert                                                               | Industrie- en poldermolen | 1882                                                     |           | Werkhovenseweg 26             | 52° 1' 42" NB, 5° 14' 29" OL | 459569 | Meer afbeeldingen                                                           |
| Kleine boerderij gelegen aan de zuidzijde van de Beverweertseweg            | Boerderij                 | 17e eeuw                                                 |           | Beverweertseweg 22            | 52° 1' 32" NB, 5° 14' 54" OL | 524411 | Kleine boerderij gelegen aan de zuidzijde van de Beverweertseweg            |
| Beverweert: hoofdgebouw                                                     | Kasteel, buitenplaats     | 13e eeuw (kasteel) 14e tot 15e eeuw (torens en vleugels) |           | Beverweertseweg 60            | 52° 1' 55" NB, 5° 14' 59" OL | 526356 | Meer afbeeldingen                                                           |
| Beverweert: historische tuin- en parkaanleg                                 | Tuin, park en plantsoen   | ca. 1850-1900                                            |           | Beverweertseweg bij 60        | 52° 1' 55" NB, 5° 15' 2" OL  | 526357 | Meer afbeeldingen                                                           |
| Beverweert: hekpalen bij Bevertweersteweg                                   | Tuin, park en plantsoen   | midden 19e eeuw                                          |           | Beverweertseweg bij 60        | 52° 1' 51" NB, 5° 15' 7" OL  | 526358 | Meer afbeeldingen                                                           |
| Beverweert: hekpalen bij Molenhoeflaan                                      | Tuin, park en plantsoen   | midden 19e eeuw                                          |           | Beverweertseweg bij 60        | 52° 1' 51" NB, 5° 15' 7" OL  | 526359 | Meer afbeeldingen                                                           |
| Beverweert: smeedijzeren hek met opschrift                                  | Tuin, park en plantsoen   | midden 19e eeuw                                          |           | Beverweertseweg bij 60        | 52° 1' 51" NB, 5° 15' 7" OL  | 526361 | Meer afbeeldingen                                                           |
| Beverweert: lantaarns                                                       | Tuin, park en plantsoen   | laat 19e eeuw                                            |           | Beverweertseweg bij 60        | 52° 1' 55" NB, 5° 15' 7" OL  | 526362 | Meer afbeeldingen                                                           |
| Beverweert: gietijzeren brug                                                | Tuin, park en plantsoen   | midden 19e eeuw                                          |           | Beverweertseweg bij 60        | 52° 1' 55" NB, 5° 15' 2" OL  | 526363 | Meer afbeeldingen                                                           |
| Beverweert: voetgangersbrug                                                 | Tuin, park en plantsoen   | midden 19e eeuw                                          |           | Beverweertseweg bij 60        | 52° 1' 55" NB, 5° 15' 2" OL  | 526364 | Meer afbeeldingen                                                           |
| Beverweert: smeedijzeren hek                                                | Tuin, park en plantsoen   | laat 19e eeuw                                            |           | Beverweertseweg bij 60        | 52° 1' 51" NB, 5° 15' 7" OL  | 526365 | Meer afbeeldingen                                                           |
| Beverweert: tuinsieraad                                                     | Tuin, park en plantsoen   | laat 19e eeuw                                            |           | Beverweertseweg bij 60        | 52° 1' 51" NB, 5° 15' 7" OL  | 526366 | Meer afbeeldingen                                                           |
| Beverweert: koetshuis                                                       | Bijgebouwen kastelen enz. | 1847                                                     |           | Beverweertseweg bij 60        | 52° 1' 55" NB, 5° 14' 59" OL | 526367 | Meer afbeeldingen                                                           |
| Beverweert: boerderij Molenhoef                                             | Boerderij                 | 1910                                                     |           | Beverweertseweg 65            | 52° 1' 56" NB, 5° 14' 51" OL | 526368 | Meer afbeeldingen                                                           |
| Nieuwe Hollandse Waterlinie Cluster 903 Waterwerken Kromme Rijn: Schutsluis | Fort, vesting en -onderdl | 1870                                                     |           | Kromme Rijn bij Kerkpad       | 52° 1' 40" NB, 5° 15' 15" OL | 532495 | Nieuwe Hollandse Waterlinie Cluster 903 Waterwerken Kromme Rijn: Schutsluis |
| Waterwerken Kromme Rijn: IJzeren Brug                                       | Fort, vesting en -onderdl | 1870                                                     |           | Kromme Rijn bij Molenhoeflaan | 52° 1' 59" NB, 5° 14' 51" OL | 532502 | Waterwerken Kromme Rijn: IJzeren Brug                                       |
| Waterwerken Kromme Rijn: Betonnen Brug                                      | Fort, vesting en -onderdl | 1940                                                     |           | Achterrijn bij Kerkpad        | 52° 1' 35" NB, 5° 15' 10" OL | 532503 | Waterwerken Kromme Rijn: Betonnen Brug                                      |